# ガリシア語版ウィキペディア
ガリシア語版ウィキペディア（ガリシアごばんウィキペディア、ガリシア語: Wikipedia, A enciclopedia libre en galego）は、ガリシア語で編集されているウィキペディアである。記事数は2018年5月現在約15万本。

## 統計
| \| 国別編集回数の割合 出典 \| 国別編集回数の割合 出典 \| 国別編集回数の割合 出典 \| 国別編集回数の割合 出典 \| 国別編集回数の割合 出典 \| \| ----------------------- \| ----------------------- \| ----------------------- \| ----------------------- \| ----------------------- \| \| \| \| \| \| \| \| スペイン \| スペイン \| \| 97.3% \| 97.3% \| \| ブラジル \| ブラジル \| \| 0.9% \| 0.9% \| \| 香港 \| 香港 \| \| 0.9% \| 0.9% \| \| アイルランド \| アイルランド \| \| 0.9% \| 0.9% \| |              |  |       |       |
| 国別編集回数の割合 出典 |              |  |       |       |
| |              |  |       |       |
| スペイン | スペイン     |  | 97.3% | 97.3% |
| ブラジル | ブラジル     |  | 0.9%  | 0.9%  |
| 香港 | 香港         |  | 0.9%  | 0.9%  |
| アイルランド | アイルランド |  | 0.9%  | 0.9%  |

2018年5月現在、ガリシア語版ウィキペディアはイタリック語派の言語で書かれたウィキペディアの中で7番目の規模である。
また、2013年3月4日、10万記事を達成した。その16日後にはウズベク語版ウィキペディアが、約1ヶ月後にはノルウェー語 (ニーノシュク)版ウィキペディアがそれぞれ10万記事を達成している。

## 画像

2013年3月の10万記事記念ロゴ